# Stefan Bachmann
Stefan Bachmann, född 1 juli 1966 i Zürich, är en schweizisk teaterregissör.

## Biografi
1986–1988 studerade Stefan Bachmann litteraturvetenskap vid Universität Zürich. Därefter arbetade han som regiassistent vid Schauspielhaus Zürich och Schaubühne am Lehniner Platz i Berlin innan han fortsatte sina studier i teater, tyska och religionsvetenskap vid Freie Universität Berlin där han även regisserade studentteater. 1992 startade han den fria teatergruppen Theater Affekt i Berlin tillsammans med bland andra Thomas Jonigk. Med Affekt satte han 1994 upp den nationellt uppmärksammade  Penthesilea av Heinrich von Kleist och året därpå Lila av Johann Wolfgang von Goethe som tilldelades Friedrich-Luft-Preis. Från 1993 frilansade han vid olika teatrar runt om i Tyskland, däribland Volksbühne i Berlin och Deutsches Schauspielhaus i Hamburg. 1996 utsågs han av den prestigefyllda tidskriften Theater heute till årets mest lovande unga regissör. 1998–2003 var han skådespelschef vid Stadttheater Basel som 1999 utsågs till årets teater av Theater heute. Sedan 2013 är han teaterchef för Schauspiel Köln. Hans uppsättningar har valts ut till Berliner Theatertreffen tre gånger: 1996 hans egen dramatisering av Goethes Wahlverwandtschaften (Valfrändskap) med Theater am Neumarkt i Zürich; 1997 Triumph der Illusionen (L’Illusion comique/Bländverk) av Pierre Corneille med Deutsches Schauspielhaus och 2011 Die Beteiligten (Deltagarna) av Kathrin Röggla med Burgtheater i Wien. Bland övriga priser han tilldelats kan nämnas Nestroy-Theaterpreis 2008 för Verbrennungen (Förbränningar) av Wajdi Mouawad med Burgtheater och 2012 för Winterreise (Vinterresa) av Elfriede Jelinek med Akademietheater i Wien. Stefan Bachmann har gjort sig känd för att dekonstruera klassiker, bland annat av William Shakespeare. Han har också rykte om sig som upphovsmannen till det som i Tyskland kallas "Blut- und Unterhosentheater" (Blod- och underbyxteater). Bachmann har även regisserat opera.
2002 skulle han ha satt upp Shakespeares Hamlet på Det Kongelige Teater i Köpenhamn med Jens Albinus i titelrollen. Men tre av nyckelskådespelarna hoppade av i protest mot att Ofelia skulle spelas av en ung kvinna med Downs syndrom. Bachmann själv valde att lämna produktionen eftersom det var för kort tid kvar till premiären för att ersätta skådespelarna. Istället spelade Jens Albinus året därpå huvudrollen i Bachmanns mastodontuppsättning av Paul Claudels Der seidene Schuh (Le soulier de satin/sidenskon) på Stadttheater Basel.